# ㅔ
ㅔ(에)는 한글의 모음 중 하나로 ㅓ와 ㅣ가 합쳐진 글자이다. 국제 음성 기호로는 전설 비원순 중고모음 [e]이다.

## 중세와 근대의 발음
중세 한국어에서는 이중모음인 [əj]로 소리가 났던 것이 18세기에서 19세기 사이에 단모음 [e]로 바뀌었다. 근대 이전에는 남부 방언의 화자들만이 ㅔ·ㅐ를 변별하지 못하였으나, 현대 한국어 화자들은 지역을 가리지 않고, 젊은 세대일수록 ㅔ·ㅐ의 변별을 하지 못한다. 때문에 ㅐ와의 구별을 위하여 ㅔ를 '어이'로 부르는 경우가 있다. 가장 일반적인 경우가 "내가"와 "네가"를 구별하지 못 하여, "네가"를 "니가"라고 발음하는 것이다.
ㅔ의 중세의 원래 발음은 중설 중모음 [ə]와 경구개 접근음 [j]의 이중모음 [əj]인데, 현대 한국어로 표기하면 후설 비원순 중저모음 [ʌ]와 전설 비원순 고모음 [i]를 연달아서 발음한 /어이/ [ʌi]와 비슷하다.

## 현대의 발음
현대 한국어에서는 ㅐ(원래 근대에는 전설 비원순 중저모음 [ɛ])와 ㅔ(원래 근대에는 전설 비원순 중고모음 [e])를 모두 둘의 중간 발음인 전설 비원순 중모음 [e̞]로 발음한다.

## 외래어 표기법
한국어 ㅔ와 영어 e는 동일하게 [e] 발음이므로 표기법에 문제가 생길 일이 없다.

## 코드값
| 종류                  | 글자 | 유니코드 | HTML     |
| --------------------- | ---- | -------- | -------- |
| 한글 호환 자모 영역   | ㅔ   | U+3154   | &#12628; |
| 한글 자모 영역        | ᅟᅦ   | U+1166   | &#4454;  |
| 한양 사용자 정의 영역 |   | U+F815   | &#63509; |
| 반각                  | ￇ    | U+FFC7   | &#65479; |

## 같이 보기
- ㅐ